# Caulostramina
Caulostramina é um género botânico pertencente à família Brassicaceae.